# Urszula Modrzyńska

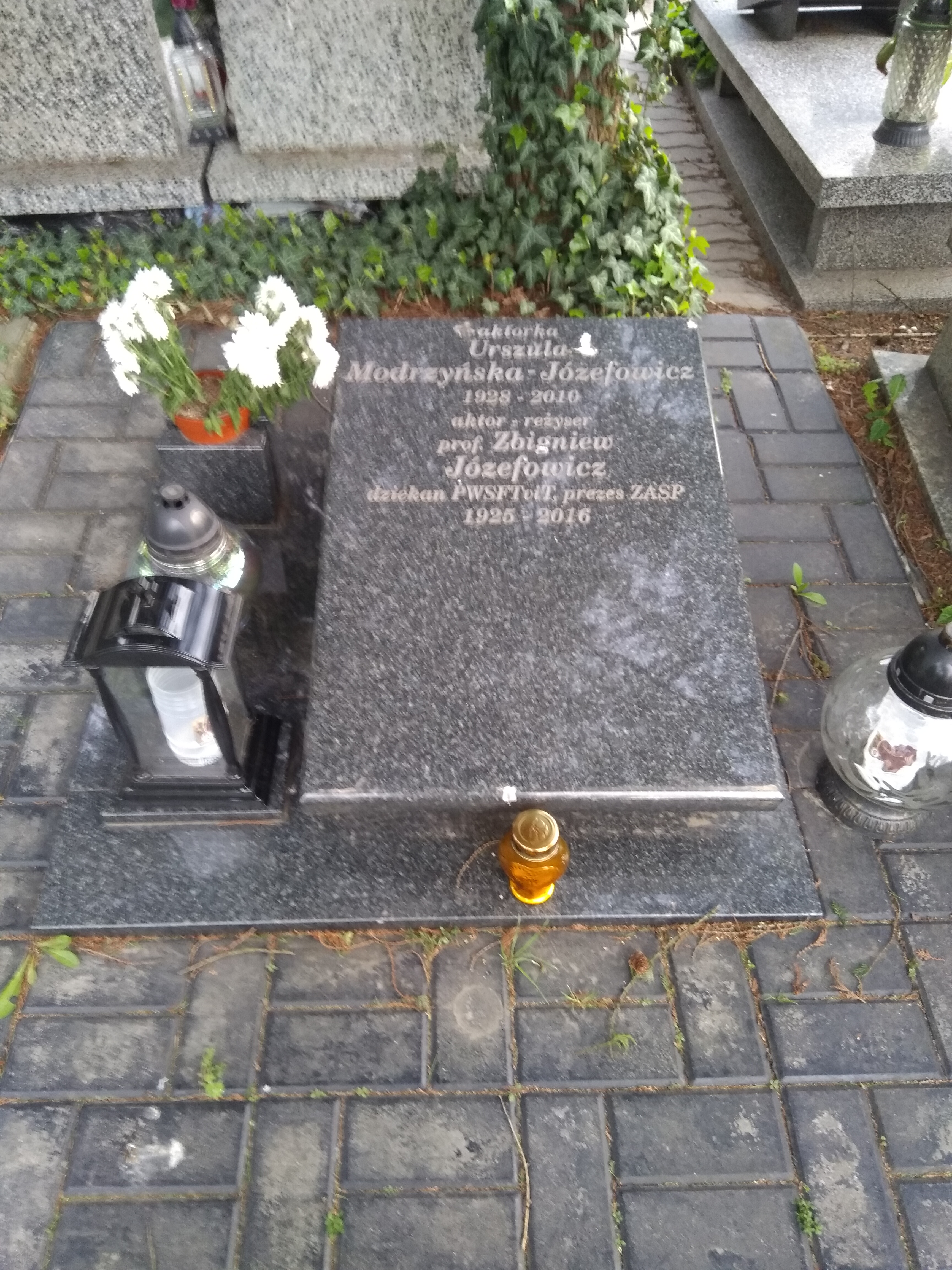
Phần mộ của cặp đôi diễn xuất Urszula Modrzyńska-Józefowicz và Zbigniew Józefowicz tại Nghĩa trang Cộng đồng Doły ở Łódź

Urszula Modrzyńska (phát âm tiếng Ba Lan: [urˈʂula mɔˈdʐɨɲska]; sinh ngày 23 tháng 2 năm 1928 – mất ngày 11 tháng 12 năm 2010) là một diễn viên điện ảnh và diễn viên sân khấu người Ba Lan.
Urszula Modrzyńska bắt đầu sự nghiệp diễn xuất trên sân khấu Nhà hát Wilam Horzyca ở Toruń vào năm 1949. Trong những năm 1950 và 1960, bà đã đóng nhiều vai diễn đáng nhớ trong phim của các đạo diễn Ba Lan, cụ thể là của Andrzej Wajda  (vai Dorota trong phim Pokolenie, công chiếu năm 1955) và của Aleksander Ford  (vai Jagienka trong phim Krzyżacy, công chiếu năm 1960).
Trong thập niên 1970, Urszula Modrzyńska tập trung vào công việc diễn xuất tại Nhà hát Nowy ở Łódź và chỉ tham gia diễn xuất một phần nhỏ trong một vài bộ phim của các đạo diễn trẻ, như sự góp mặt trong tác phẩm điện ảnh Droga w świetle księżyca của Witold Orzechowski vào năm 1972, Rozmowa của Piotr Andrejew vào năm 1974 và Zdjęcia Próbne của Agnieszka Holland, Paweł Kędzierski và Jerzy Domaradzki vào năm 1976.
Urszula Modrzyńska giải nghệ vào năm 1983. Bà qua đời vào ngày 11 tháng 12 năm 2010 tại Łódź, hưởng thọ 82 tuổi.